# Sostrato di Cnido
Sostrato (in greco antico: Σώστρατος?, Sóstratos; Cnido, ... – ...; fl. IV secolo a.C.) è stato un architetto greco antico.

## Biografia
Proveniente dalla città di Cnido, in Caria, e figlio di un certo Deisifane, è ritenuto il progettista del faro di Alessandria, una delle sette meraviglie del mondo; tuttavia non è chiaro se fosse in effetti l'architetto o solamente un investitore che ne pagò i costi di costruzione.
Strabone ci riporta questa versione:
(Strabone, XVII, 6)
Plinio il Vecchio, invece, dice così
(Plinio il Vecchio, XXXVI, 83)